# Скаффолдинг
Скаффолдинг (англ. scaffolding — строительные леса) — метод метапрограммирования для создания веб-приложений, взаимодействующих с базами данных. Метод предусматривает задание разработчиком спецификации, по которым в дальнейшем генерируется программный код для операций создания определённых записей в базе данных, их чтения, обновления и удаления (CRUD).
Метод поддерживается некоторыми MVC-фреймворками такими, как Grails, Yii, Ruby on Rails, Django, CodeIgniter (удалено в версии 2.0.0), CakePHP, Phalcon PHP, Symfony, ASP.NET MVC (с версии 3). Также в среде Node.js доступен инструмент командной строки Yeoman, обеспечивающий скаффолдинг.